# Chiffre de Dorabella

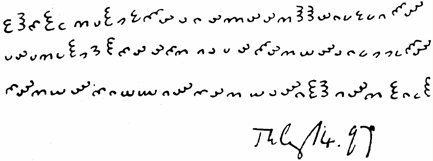
Le chiffre de Dorabella

Le chiffre de Dorabella est le nom donné au chiffre utilisé par le compositeur Edward Elgar dans une lettre adressée à une de ses connaissances, Miss Dora Penny. À ce jour (2020), ce message n'a pas été décrypté.

## Le message
La lettre contenant le message était accompagnée d'une autre lettre datée du 14 juillet 1897. Le message consiste en 87 caractères répartis sur trois lignes et choisis dans un « alphabet » de 24 caractères, dont chacun ressemble à une succession de 1, 2 ou 3 demi-cercles alignés dans une direction parmi 8 possibles. Un point, dont la signification n'est pas connue, apparaît trois caractères avant la fin de la première ligne.
L'analyse fréquentielle du contenu du message est compatible avec un chiffrement en substitution simple en langue anglaise, mais les tentatives basées sur cette hypothèse ont toutes échoué.

## Dans la fiction
Le chiffre de Dorabella est un des éléments de la série de littérature jeunesse Secret Breakers - à l'école des décrypteurs de H. L. Dennis, notamment le tome 2. L'hypothèse explorée est que les demi-cercles correspondent à des collines parcourues à vélo et dont la traduction avec les villes se fait selon le journal de bord que tenait Elgar.